# Chuck Zito
Chuck Zito est un boxeur, un garde du corps de célébrités, et un acteur américain, ancien membre des Hell's Angels de New York.

## Biographie
Petit-fils d'immigrés italiens, Chuck Zito naît Charles Zito Jr le 1er mars 1953 dans le Bronx à New York, fils de Charles Zito Sr, un boxeur professionnel, et de Gloria Frangione.
Boxeur amateur d'imposante stature, il ouvre sa propre agence de garde du corps, Charle's Angels Bodyguard Services. De nombreuses stars américaines font appel à ses services de Liza Minnelli à Sylvester Stallone, en passant par Charles Bronson, Sean Penn, Martin Sheen, Mickey Rourke, Eric Roberts et Jean-Claude Van Damme avec qui cela s'est mal terminé. En effet, en février 1998, Zito aurait frappé à plusieurs reprises Jean-Claude Van Damme au club Scores de Manhattan, à New York .
En 1985, alors qu'il travaille comme garde du corps pour le chanteur Jon Bon Jovi avec qui il se trouve au Japon, il est arrêté pour trafic de drogue. Jugé et condamné à de la prison ferme, il passera cinq ans derrière les barreaux avant d'être libéré en 1990.
Au début des années 1990, il entraîne à la boxe l'acteur Mickey Rourke qui, à 39 ans, commence une carrière de boxeur professionnel.
Chuck Zito est également un amateur de moto. C'est pour cela qu'il créa New Rochelle Motorcycle Club qui deviendra le Ching-a-Ling Nomads. Le premier Hell's Angels qu'il rencontra fut Vincent "Big Vinny" Girolamo (1947-1979), et plus tard il quitta les Nomads pour intégrer les Hell's Angels. En 1984, il aida à la création d'un Chapitre d'Hell's Angel à New-York. Il en prit la direction. Après plus de vingt-cinq ans de bons et loyaux services, il quitte les Hell's Angel en janvier 2009.
À partir de 1998, il joue en tant qu'acteur dans la série à succès Oz, qui décrit le difficile quotidien de l'univers carcéral américain. Il y incarne un mafieux d'origine sicilienne, Chucky Pancamo. Il apparaît plus tard dans la saison 5 de la série Sons of Anarchy.
Il vit à New Rochelle, dans la banlieue nord de New York.

## Filmographie

### Film
- Carlito's Way (1993)
- Love, Cheat & Steal (en) (1993)
- Mallrats (Stuntman) (1995)
- Red Line (1996)
- La Jurée (1996)
- Nos funérailles (1996)
- Gia (1998)
- Requiem for a Dream (2000)
- This Thing of Ours (en) (2003)
- Brooklyn Bound (en) (2004)
- Remedy (2005)
- L'Impasse : De la rue au pouvoir (2005)
- L'Attaque du métro 123 (2009)
- 13 (2010)
- Homefront (2013)
- Reach Me (2014)

### Télévision
- Oz (1998-2003) : Chucky Pancamo
- Entourage (2007)
- Sons of Anarchy (2012) : Frankie Diamonds